# FS řada E636
Řada E636 italských státních drah (FS) je prvním typem početné rodiny italských kloubových elektrických lokomotiv. Tyto lokomotivy byly vyrobeny v letech 1940 – 1962 v počtu 469 kusů a v provozu vydržely až do roku 2006. Tyto jednoduché a spolehlivé lokomotivy tvořily jednu z nejpočetnějších italských lokomotivních řad a během svého působení vystřídaly prakticky všechny typy vlaků. Kloubové uspořádání bylo využito i u následujících řad šestinápravových lokomotiv – E646 (E645) a E656 (E655) vyráběných až do roku 1989. Teprve souběžně od roku 1979 vyráběná řada E633 a její rychlejší varianta E632 přinesly změnu – měly tři dvounápravové podvozky pod nedělenou skříní.

## Vznik a vývoj

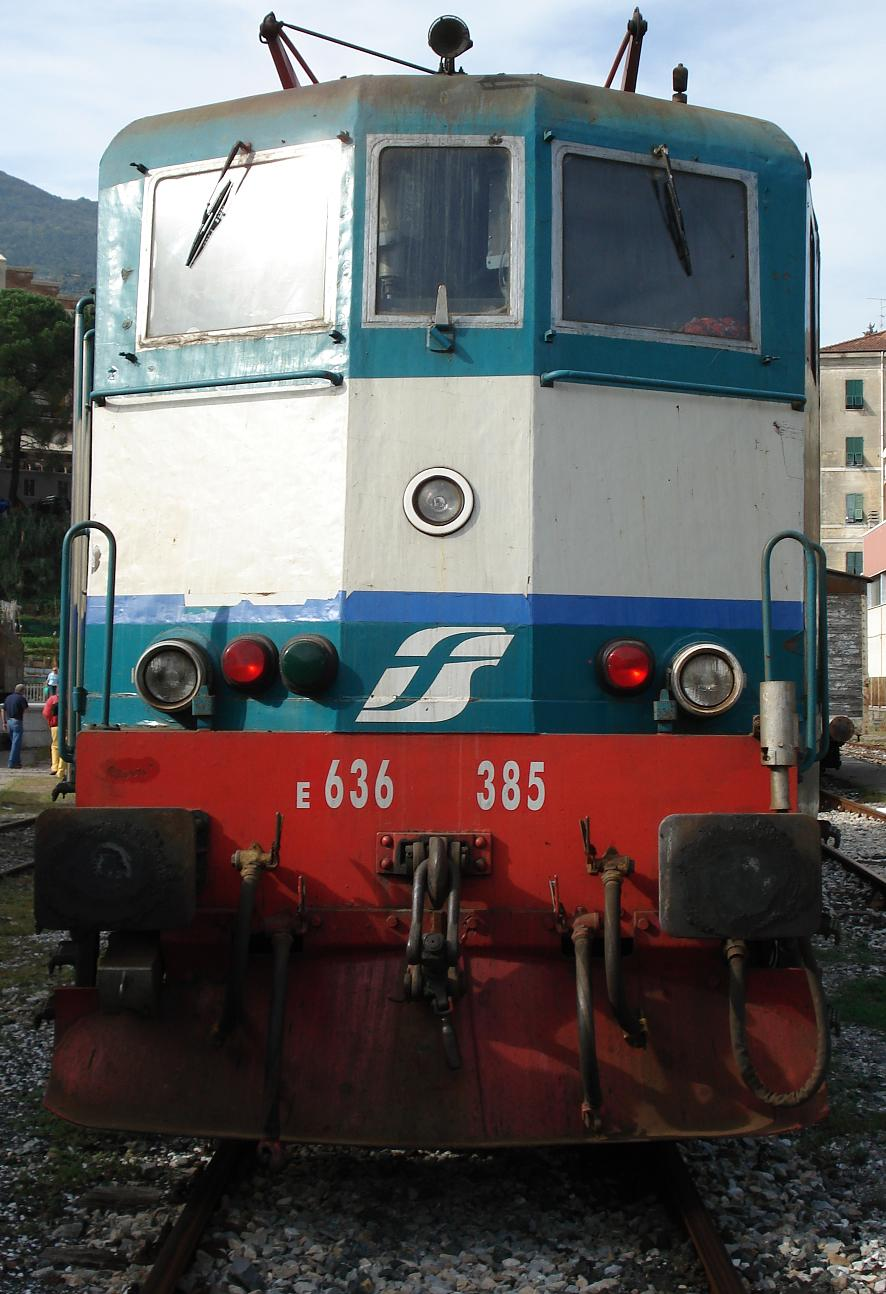
E636.385 v barvách XMPR s přidaným středním reflektorem a červenými a zelenými návěstními světly.

Řada E636 byla vyvinuta jako nástupce první generace italských stejnosměrných lokomotiv z 30. let – řad E626 a E326. Od nové lokomotivy se očekávala velká tažná síla vyplývající z šestinápravového uspořádání pojezdu, která měla být využita zejména na tratích s velkými a táhlými sklony. Zároveň kloubové uspořádání a rozdělení náprav do tří dvounápravových podvozků mělo usnadnit jízdu na obloukovitých horských tratích a snížit namáhání a opotřebení pojezdu i kolejnic.
Hmotnost nové lokomotivy činila přibližně 101 t. Na nejstarších strojích byly použity motory 32R shodné s řadou E626, avšak brzy se ukázaly jako nedostačující a byla použita jejich zdokonalená verze s přenosem kroutícího momentu dutým hřídelem. Na lokomotivách byly použity většinou dva různé převody – 65:21 pro sklonově náročné trati a těžké nákladní vlaky, s maximální rychlostí 95, později 110 km/h, a 65:28 pro lokomotivy v osobní dopravě s maximální rychlostí 120 km/h.
Lokomotivy byly dodány ve třech odlišných sériích:
- 001 – 108 v letech 1940 – 1942
- 109 – 243 v letech 1952 – 1956
- 244 – 469 v letech 1957 – 1962

První lokomotiva se dostala do provozu v květnu 1940. Šest lokomotiv bylo zničeno během 2. světové války. Dodávky pokračovaly i po válce, a to až do počtu 469 kusů, též díky podpoře Marshallova plánu, a tak vznikla jedna z nejpočetnějších italských lokomotivních řad. Všechny lokomotivy nesly khaki nátěr, teprve od roku 1990 začalo být používáno zeleno-bílé nátěrové schema (nátěr XMPR).
Na počátku 21. století, po vyřazení řady E626, začala být i řada E636 shledávána zastaralou a málo komfortní. Původní konstrukce skříně včetně stanoviště nebyla absolutně schopna splnit nároky na pasívní bezpečnost, což se ukázalo například při nehodě v Sulmoně v roce 1996, kde navzdory nízké rychlosti nárazu zahynul strojvedoucí, který nestačil včas opustit stanoviště. 200 lokomotiv bylo proto rekonstruováno a také zbaveno azbestu.
Počátkem 90. let začaly být lokomotivy vyřazovány a zbylé přesunovány do nákladní dopravy, zejména na Sicílii. Některé byly prodány privátním italským dopravcům. Poslední stroj vyřadily FS z provozu v květnu 2006.

## Technický popis
Lokomotivní řada E636 má velmi jednoduchou konstrukci. Většina funkcí je ovládána pomocí relé a stykačů. V případě poruchy si strojvedoucí snadno pomůže např. podložením příslušného relé nebo nouzovým propojením vodičů. Zejména v posledních letech začínali kandidáti na strojvedoucí zácvik na této řadě pro její jednoduchost.

### Mechanická část
Lokomotivní skříň se skládá ze dvou prakticky shodných částí spojených kloubem. Spočívá na třech dvounápravových podvozcích. Na obou koncích skříně se nacházejí stanoviště strojvedoucího. Kola mají průměr 1250 mm. Vypružení je dvoustupňové s listovými pružnicemi.

### Trakční obvod
K regulaci pohonu je použito odporové řízení a kombinace zapojení trakčních motorů. Rozjezdový odporník se skládá ze 16 sad litinových článků zapojených do série. Celkový odpor činí 29 ohmů.
Každou nápravu pohání jeden stejnosměrný sériový motor typu 32R-200. Motory mohou být řazeny třemi způsoby:
- série – 6 motorů v sérii
- sério-paralel – 2× 3 motory v sérii
- paralel – 3× 2 motory v sérii

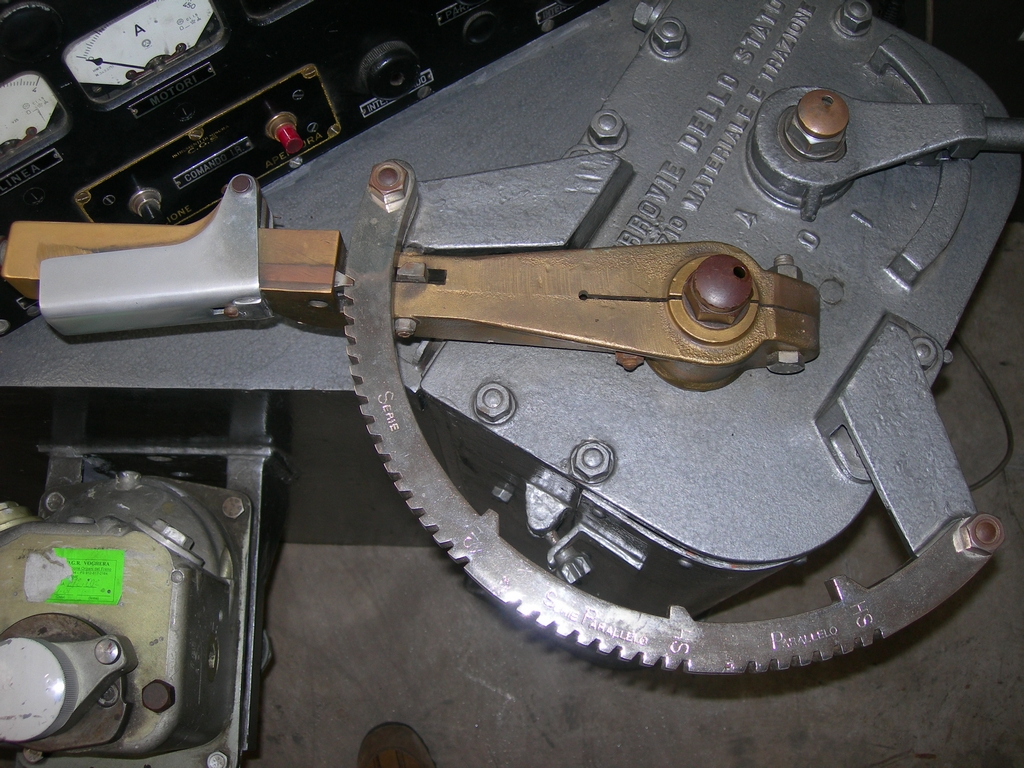
Řídící kontrolér. Větší zuby na vnitřní straně oblouku brání nechtěnému přechodu, aretační zoubky na vnější straně oblouku jsou u přechodových stupňů vynechané.

Lokomotiva nemá hlavní kontrolér. Řazení jízdních stupňů a kombinace motorů se provádí pomocí elektropneumaticky ovládaných stykačů. Je zde 14 sériových stupňů, 8 sério-paralelních a 6 paralelních. Po každém hospodárném stupni (poslední stupeň daného spojení, kdy je vyřazen celý rozjezdový odporník) následuje jeden stupeň šuntovací a po něm (s výjimkou paralelu) tři přechodové stupně. Přechod je s jednou skupinou ve zkratu, někdy označovaný jako tramvajový. Zeslabení magnetického pole při zařazení šuntu činí 31 %.

### Přenos kroutícího momentu
Trakční motory jsou uloženy pevně v rámech podvozků. K přenosu kroutícího momentu na nápravu slouží jednostupňová převodovka spojená s dutým hřídelem. Existovalo několik provedení dutého hřídele a pružného spojení s nápravou s použitím různých typů ocelových pružin i pryžových prvků. Byly použity tyto převodové poměry:
- 65:21 pro rychlost původně 95, krátce poté 105 a nakonec od roku 1982 110 km/h
- 65:28 pro rychlost 120 km/h – pouze do roku 1991
- 65:20 pro rychlost 120 km/h – pouze 044 a 089
- 74:24 pro rychlost 105 km/h – jen 271–275

### Pomocné pohony
Dva motory o výkonu 4,5 kW připojené na napětí 3 000 V slouží k pohonu ventilátorů trakčních motorů. Od čísla 201 jsou použity 1 kW motory shodné s řadou E646. Motory zároveň pohánějí dynama k napájení sítě 24 V.
K zásobení stlačeným vzduchem slouží dva kompresory typu C38. Později bývaly nahrazovány (jeden nebo oba) výkonnějším typem W242.

### Brzda

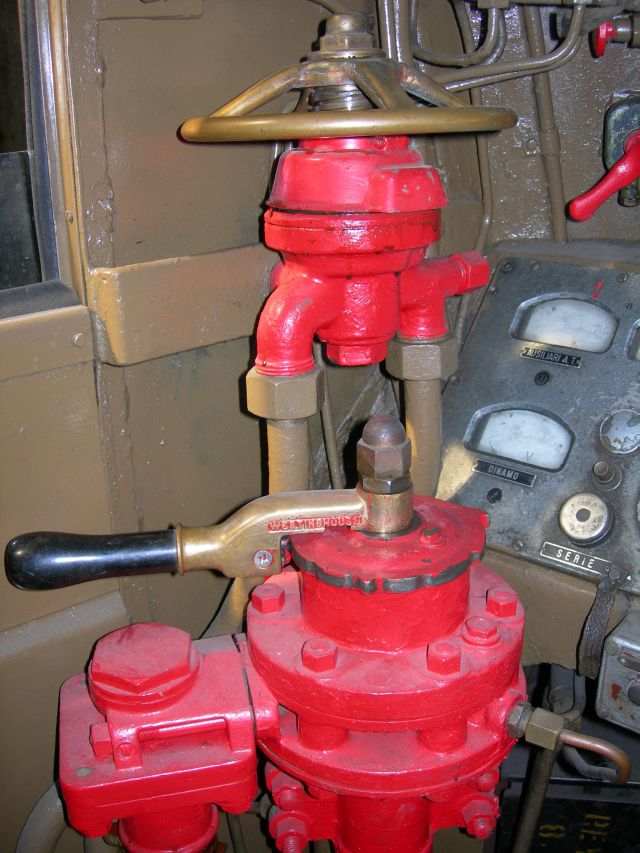
Původní brzdič Westinghouse L a ovladač lokomotivní brzdy s kolem.
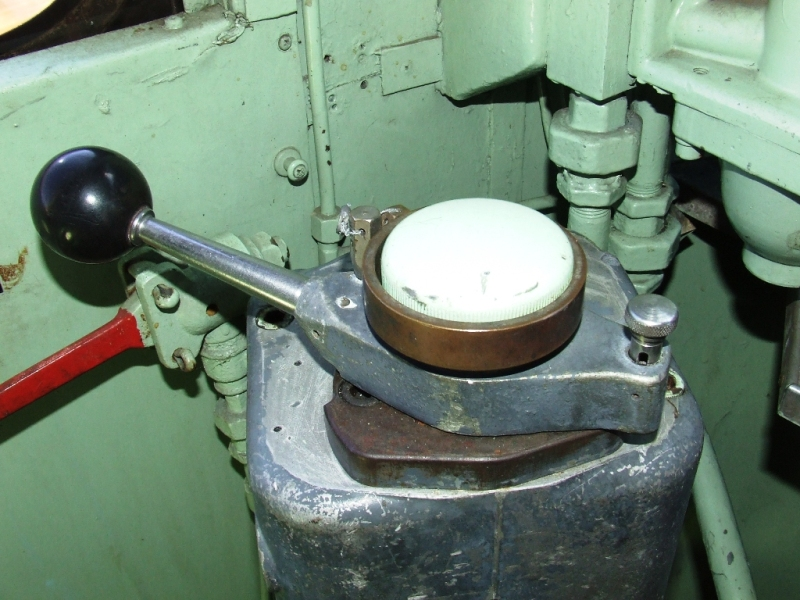
Brzdič "Oerlikon"
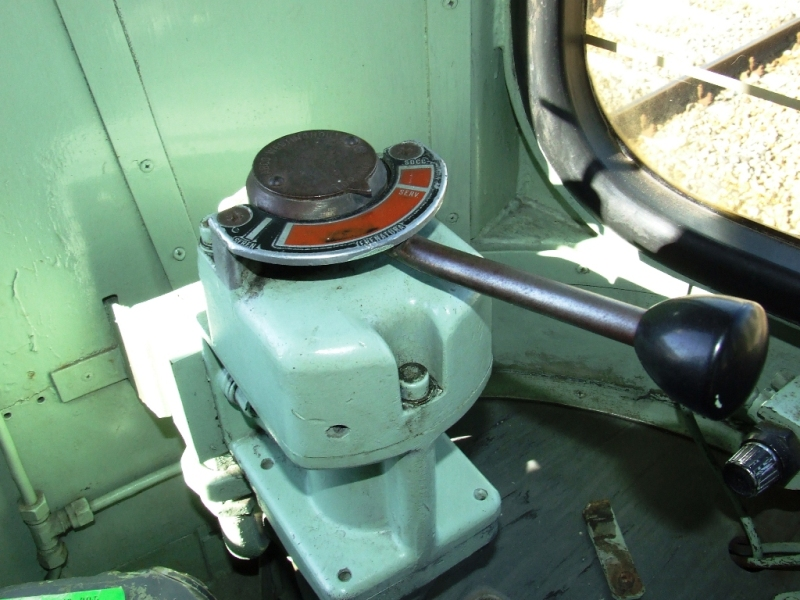
Brzdič "RA-M2"

Lokomotiva je vybavena:
- samočinnou tlakovou brzdou
- přímočinnou brzdou
- ruční brzdou na obou koncích působící vždy na obě dvojkolí krajního podvozku.

Původní brzdič samočinné brzdy se 7 polohami byl určen především pro ovládání vyčerpatelné brzdy. Novější typy umožňují plynulé odbrzďování.

### Rekonstrukce
Původní měch mezi oběma polovinami skříně byl gumový. Od 50. let byla použita impregnovaná tkanina. V posledních letech provozu byly tyto materiály nahrazovány pružnými syntetickými materiály.
Poválečné stroje měly zesílené rámy. Válečné stroje byly dodatečně zesilovány, avšak na některé (např. 026 a 065) se nedostalo.
K omezení parazitních pohybů skříně byly mezi obě poloviny skříně dosazovány tlumiče – do č. 276 glycerinové, na vyšší čísla olejové. Po roce 1977 byly odstraněny, neboť byly shledány neúčinnými.
Prvních 108 strojů mělo méně vhodný tvar vzduchových kanálů pro chlazení odporníků. Později byl tvar sjednocován s vyššími čísly.
První lokomotivy měly kluzná nápravová ložiska, později byla pravděpodobně nahrazována valivými.
Lokomotivy 162 – 171 byly vybaveny francouzskými ložiskovými skříněmi Athermos, později byly nahrazeny valivými ložisky.
Válečné lokomotivy měly písečníky uvnitř podvozku, později bylo umístění písečníků sjednoceno s poválečnými stroji.

### Zabezpečovací zařízení
Prvních 108 lokomotiv mělo namontováno zařízení mrtvého muže – strojvedoucí jej musel periodicky obsluhovat, jinak došlo k nouzovému zabrzdění vlaku. Zařízení zkonstruoval inženýr FS Minucciani, po válce však bylo na nátlak odborů zneprovozněno. Od 70. let byla většina lokomotiv vybavována vlakovým zabezpečovačem "Ripetizione Segnali a 4 codici", rychloměry Hasler a záznamem rychlosti a dalších veličin včetně návěstí zabezpečovače.

## Zvláštní a zkušební stroje
- E636 385 se stala částí projektu "PV Train" – použití fotovoltaických článků na drážních vozidlech. Na lokomotivě sloužily k nabíjení 24 V baterií. Lokomotiva byla později začleněna do skupiny historických vozidel.
- E636 082 posloužila v roce 1965 ke zkouškám elektrodynamické odporové brzdy, která byla později použita na řadě E444
- E636 284 obdržela po nehodě kabiny shodné s řadou E656. Dostala přezdívku "Camilla" poté, co jeden z dělníků pracujících na opravě napsal na čelník jméno své milé.[1] I tato lokomotiva je ve stavu historických vozidel.
- V roce 1951 dostaly stroje 044 a 089 motory typu 92-250 použité na řadě E424 a změněný převodový poměr na 65:20. Maximální rychlost byla zvýšena na 120 km/h, maximální výkon stoupl na 2 490 kW. Ačkoliv výsledky byly uspokojivé, lokomotiva byla vrácena do původního stavu.
- Stroje 271 – 275 měly podvozky podobné prototypům řady E646, motory 32RT-200, 5 šuntovacích stupňů, převod 74:24 a maximální rychlost 105 km/h. Později byly rekonstruovány na standardní provedení.

V 60. – 70. letech postavila Ansaldo-Breda sérii strojů odvozených z řady E636 pro Jugoslávské železnice. Tyto stroje byly označeny řadou 362.

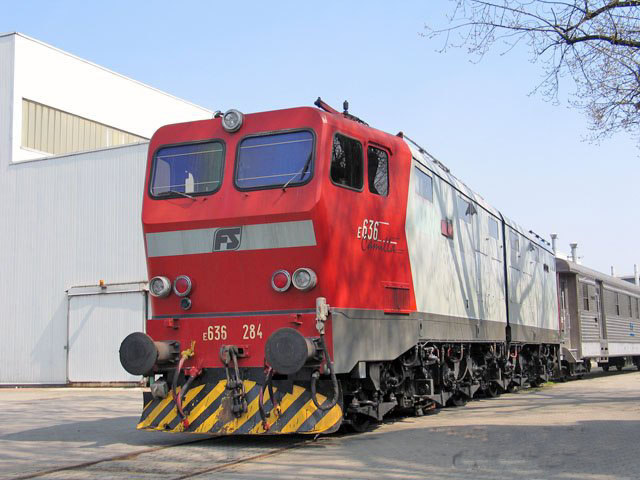
E636-284 "Camilla" v Milano Smistamento
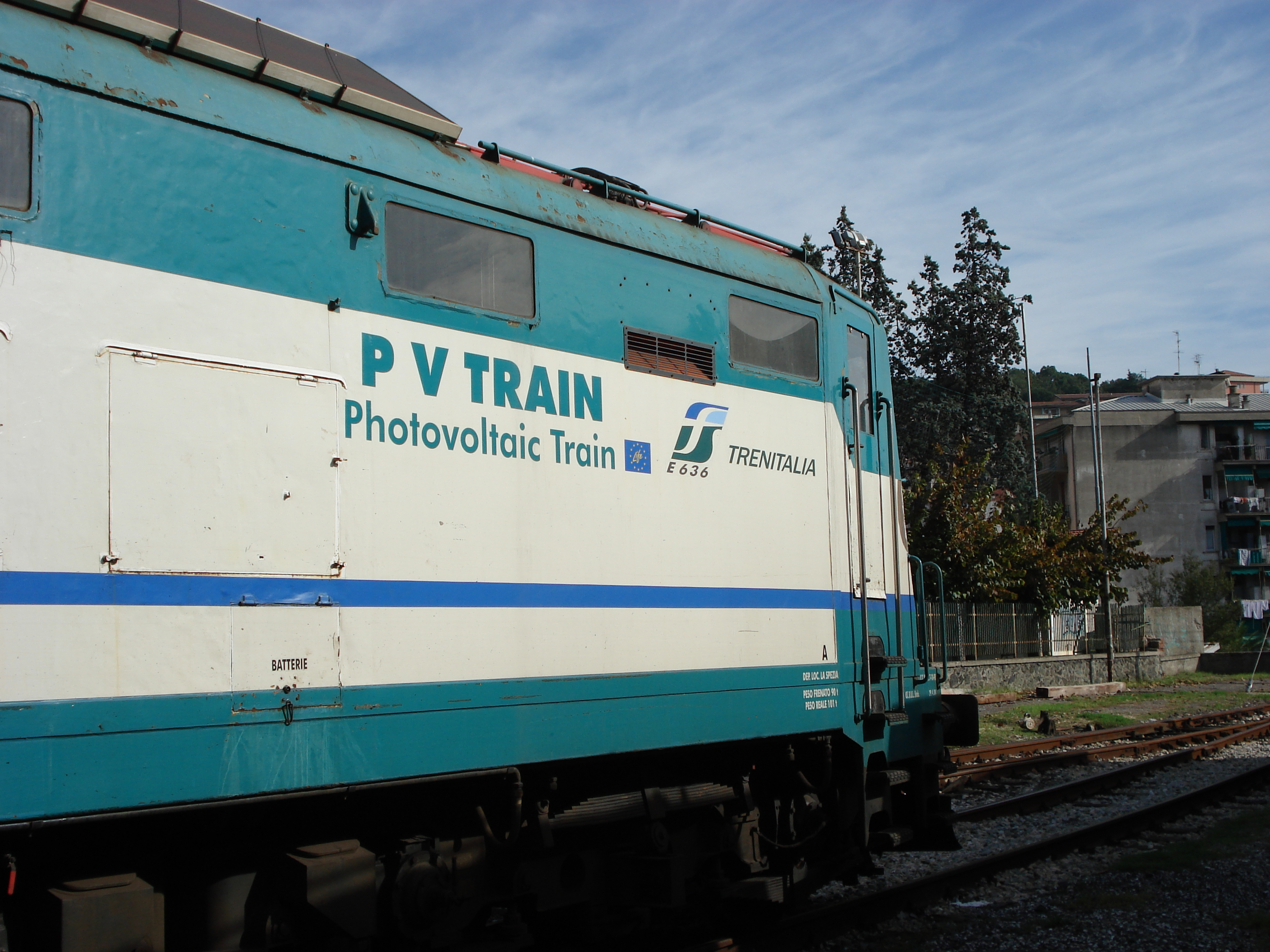
E636 PVT (Photovoltaic Train)